# Lưu Kết Nhất
Lưu Kết Nhất (chữ Anh: Liu Jieyi, chữ Trung phồn thể: 劉結一, chữ Trung giản thể: 刘结一, bính âm: Liú Jiéyī), sinh vào tháng 12 năm 1957, người thành phố Bắc Kinh, tham gia công tác vào tháng 1 năm 1977, gia nhập Đảng Cộng sản Trung Quốc vào tháng 2 năm 1987, học vị nghiên cứu sinh. 
Hiện tại giữ chức Uỷ viên Uỷ ban Trung ương khoá 19 Đảng Cộng sản Trung Quốc, Chủ nhiệm Văn phòng sự vụ Đài Loan Quốc vụ viện và Văn phòng công tác Đài Loan Uỷ ban Trung ương Đảng Cộng sản Trung Quốc.

## Lí lịch nhân vật
- Từ tháng 1 năm 1977 đến tháng 1 năm 1978, giáo viên Trường đại học Đào tạo giáo viên khu Triều Dương thành phố Bắc Kinh;
- Từ tháng 1 năm 1978 đến tháng 6 năm 1981, giáo viên và học sinh Học viện Ngoại ngữ Bắc Kinh (hiện là Đại học Ngoại ngữ Bắc Kinh);
- Từ tháng 6 năm 1981 đến tháng 3 năm 1987, phiên dịch viên Trung Quốc tại Trụ sở Liên Hợp Quốc tại Genève;
- Từ tháng 3 năm 1987 đến tháng 5 năm 1994, Trưởng phòng, Phó trưởng phòng, Bí thư thứ ba Vụ quốc tế Bộ ngoại giao nước Cộng hoà Nhân dân Trung Hoa;
- Từ tháng 5 năm 1994 đến tháng 8 năm 1995, Tham tán Vụ quốc tế Bộ ngoại giao nước Cộng hoà Nhân dân Trung Hoa;
- Từ tháng 8 năm 1995 đến tháng 8 năm 1998, Tham tán Đoàn đại biểu Trung Quốc thường trú tại Liên Hợp Quốc;
- Từ tháng 8 năm 1998 đến tháng 7 năm 2001, Phó vụ trưởng Vụ quốc tế Bộ ngoại giao nước Cộng hoà Nhân dân Trung Hoa;
- Từ tháng 7 năm 2001 đến tháng 3 năm 2005, Vụ trưởng Vụ quân khống Bộ ngoại giao nước Cộng hoà Nhân dân Trung Hoa;
- Từ tháng 3 năm 2005 đến tháng 1 năm 2006, Vụ trưởng Vụ quốc tế Bộ ngoại giao nước Cộng hoà Nhân dân Trung Hoa;
- Từ tháng 1 năm 2006 đến tháng 12 năm 2007, Vụ trưởng Vụ Bắc Mĩ châu Đại Dương Bộ ngoại giao nước Cộng hoà Nhân dân Trung Hoa;
- Từ tháng 12 năm 2007 đến tháng 5 năm 2009, Trợ lí bộ trưởng Bộ ngoại giao nước Cộng hoà Nhân dân Trung Hoa;
- Từ tháng 5 năm 2009 đến tháng 8 năm 2013, Phó trưởng ban Ban liên lạc đối ngoại Uỷ ban Trung ương Đảng Cộng sản Trung Quốc, Phó hội trưởng Hội chữ thập đỏ Trung Quốc;
- Từ tháng 8 năm 2013 đến tháng 5 năm 2017, Đại sứ toàn quyền đặc mệnh, Đại biểu Trung Quốc thường trú tại Liên Hợp Quốc;
- Từ tháng 5 năm 2017 đến tháng 3 năm 2018, Phó chủ nhiệm Văn phòng sự vụ Đài Loan Quốc vụ viện (cấp chánh bộ) và Văn phòng công tác Đài Loan Uỷ ban Trung ương Đảng Cộng sản Trung Quốc;
- Từ ngày 19 tháng 3 năm 2018 đến hiện nay, Chủ nhiệm Văn phòng sự vụ Đài Loan Quốc vụ viện và Văn phòng công tác Đài Loan Uỷ ban Trung ương Đảng Cộng sản Trung Quốc;[1][2]

## Gia đình
Vợ: Chương Khải Nguyệt cũng là cán bộ ngoại giao nước Cộng hoà Nhân dân Trung Hoa, từng giữ chức như người phát ngôn Bộ Ngoại giao nước Cộng hoà Nhân dân Trung Hoa, đại sứ Trung Quốc tại Indonesia, đại sứ Trung Quốc tại Bỉ. Hiện giữ chức tổng lãnh sự Trung Quốc tại New York, Mĩ. Hai người có một con trai.

## Hội kiến nhà lãnh đạo Đài Loan

### Chu Lập Luân
Chủ nhiệm Văn phòng sự vụ Đài Loan Quốc vụ viện và Văn phòng công tác Đài Loan Uỷ ban Trung ương Đảng Cộng sản Trung Quốc ông Lưu Kết Nhất đã hội kiến một nhóm của thị trưởng thành phố Tân Bắc Chu Lập Luân vào ngày 26 tháng 3 năm 2018 ở Thượng Hải. Lưu Kết Nhất hoan nghênh Chu Lập Luân dẫn đoàn đến yết kiến, bày tỏ phương châm chính sách về Đài Loan là rõ ràng và nhất quán, hai bên quán triệt sâu sắc tư tưởng trọng yếu của Tổng Bí thư Đảng Cộng sản Trung Quốc Tập Cận Bình về công tác Đài Loan, kiên trì thể hiện Ý thức chung 1992 của nguyên tắc một Trung Quốc, phản đối cuộc vận động Đài Loan độc lập, giữ vững lí luận, quan niệm "Bậc cha chú trong gia tộc của hai bờ eo biển", xúc tiến đầy đủ toàn diện 31 biện pháp kính tặng đến đồng bào Đài Loan về hợp tác giao lưu kinh tế - văn hoá của hai bờ eo biển, mở rộng trong vấn đề hợp tác giao lưu kinh tế - văn hoá của hai bờ eo biển bao gồm giao lưu các đô thị của Đài Loan, để tăng thêm thân tình và hạnh phúc của đồng bào hai bờ eo biển. Lưu Kết Nhất hi vọng đồng bào hai bờ eo biển bắt đầu dắt díu để, cùng chung thúc đẩy sự phát triển hoà bình quan hệ hai bờ eo biển, cùng chung thúc đẩy tiến trình thống nhất hoà bình Trung Quốc.
Cuộc hội kiến của ông Chu Lập Luân và ông Lưu Kết Nhất lúc đầu hoàn toàn không có liệt vào hành trình. Chính phủ thành phố Tân Bắc, Đài Loan phát biểu là "đột nhiên thêm vào". Người phát ngôn Uỷ ban Đại lục Viện hành chính Khâu Thuỳ Chính giải thích rõ ràng khi BBC Trung văn nêu ra câu hỏi tại cuộc họp mặt phóng viên thường lệ vào ngày 29 tháng 3 năm 2018 rằng: "Hội liên thẩm Bộ Nội chính Trung Hoa Dân Quốc (cơ cấu phụ trách quản lí nhân vật chính trị Đài Loan xuất cảnh đến Trung Quốc) đã xác định, Hội báo cho Chính phủ thành phố Tân Bắc bổ sung vào và nói rõ cuộc gặp mặt giữa ông Chu Lập Luân và ông Lưu Kết Nhất chưa ghi chép nguyên nhân trước khi xảy ra sự cố".

### Hồng Tú Trụ, Úc Mộ Minh
Chủ nhiệm Văn phòng sự vụ Đài Loan Quốc vụ viện và Văn phòng công tác Đài Loan Uỷ ban Trung ương Đảng Cộng sản Trung Quốc ông Lưu Kết Nhất đã lần lượt hội kiến Cựu Chủ tịch Trung Quốc Quốc dân Đảng Hồng Tú Trụ và Chủ tịch Tân Đảng Úc Mộ Minh vào ngày 04 tháng 4 năm 2018 ở Tây An trước khi đến tham dự hoạt động "Nghi thức long trọng tưởng niệm Hoàng Đế Hiên Viên tiết thanh minh năm Mậu Tuất". Hai bên đã kiên trì Ý thức chung 1992, phản đối cuộc vận động Đài Loan độc lập và trên cơ sở chính trị nguyên tắc một Trung Quốc, thúc đẩy các cuộc trao đổi ý kiến lẫn nhau như phát triển hoà bình quan hệ hai bờ eo biển. Lưu Kết Nhất nỗ lực bày tỏ tán thưởng mà Hồng Tú Trụ, Úc Mộ Minh cùng đoàn thể tương quan trong đảo Đài Loan và các nhân sĩ đã dốc sức làm trong khoảng thời gian dài về việc kiên trì khái niệm "Hai bờ eo biển cùng thuộc một Trung Quốc", phản đối phương pháp chia cắt Trung Quốc của cuộc vận động Đài Loan độc lập, hi vọng các giới của hai bờ eo biển tay nắm tay cùng một lòng, cùng nhau đảm trách đạo lí lớn dân tộc, vì thúc đẩy sự phát triển hoà bình quan hệ hai bờ eo biển, đẩy mạnh tiến trình thống nhất hoà bình Trung Quốc mà cùng nhau nỗ lực.

## Liên kết trang web
"Biography of Ambassador Liu" Lưu trữ ngày 12 tháng 4 năm 2018 tại Wayback Machine, chinavitae.com